# Ligne de Moulin-Neuf à Lavelanet
La ligne de Moulin-Neuf à Lavelanet est une ancienne ligne ferroviaire française à voie normale, longue de 32 kilomètres, établie dans le département de l'Aude et de l'Ariège. Elle a été mise en service par la Compagnie des chemins de fer du Midi et du Canal latéral à la Garonne en 1902 et 1903 et elle a été fermée en 1973. Elle débutait en gare de Moulin-Neuf en embranchement sur la ligne de Pamiers à Limoux.
Elle constituait la ligne 674 000 du réseau ferré national.

## Histoire

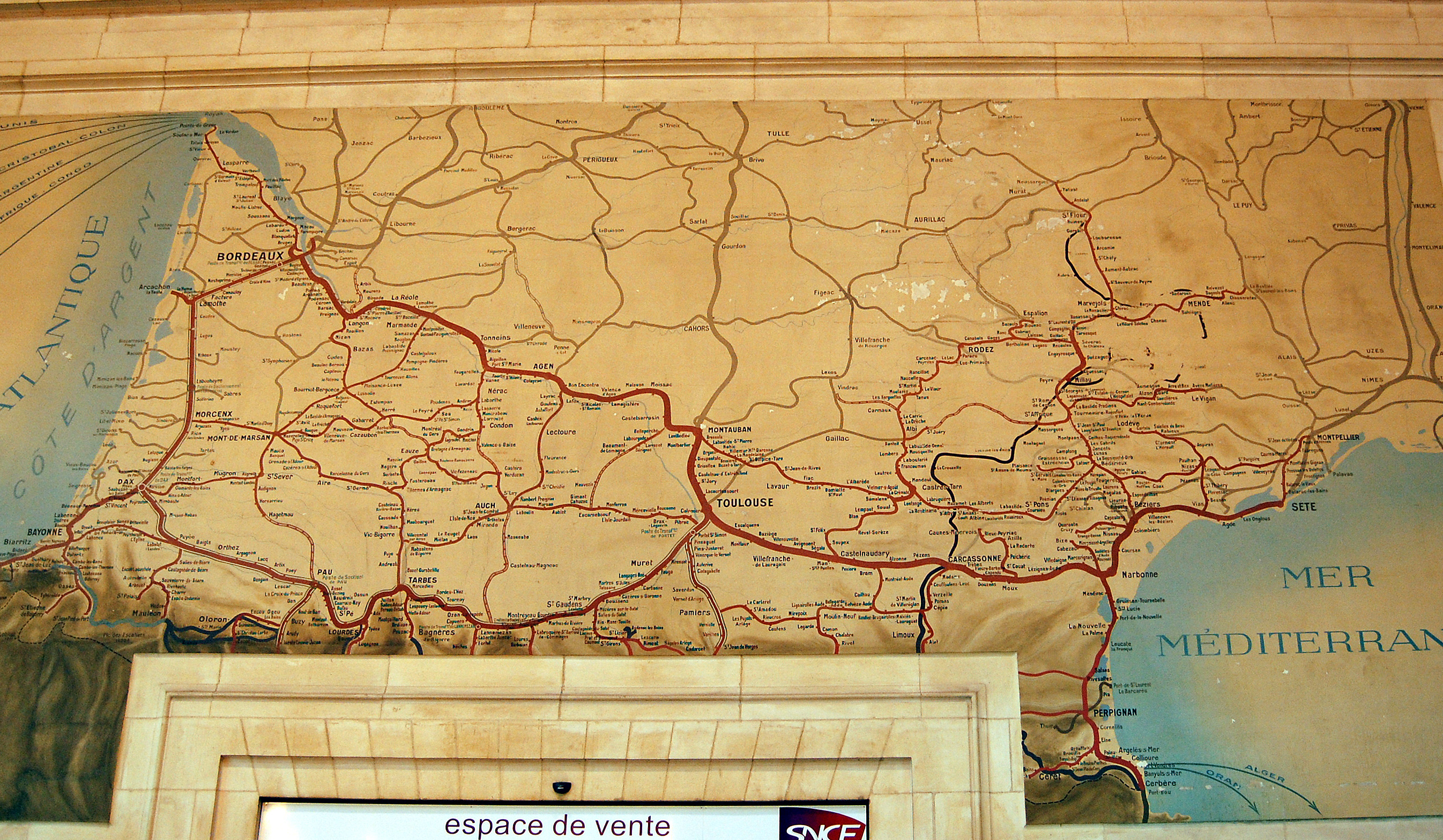
Tracé de la ligne sur le plan visible en gare de Bordeaux

La loi du 17 juillet 1879 portant classement de 181 lignes de chemin de fer dans le réseau des chemins de fer d’intérêt général retient en n° 164, une ligne de Lavelanet (Ariège) à la ligne de Castelnaudary à Carcassonne dont la section de Moulin-Neuf à Lavelanet constitue la section terminale. Cette ligne a été déclarée d'utilité publique le 23 août 1881. La ligne de Bram à Lavelanet est concédée à la Compagnie des chemins de fer du Midi et du Canal latéral à la Garonne par la loi du 20 novembre 1883.
Sa construction débute en 1892, la section de Moulin-Neuf à Chalabre est ouverte le 25 août 1902, suivie par la section de Chalabre à Lavelanet le 15 août 1903.
L'histoire de cette ligne de chemin de fer est liée à deux autres lignes se trouvant aussi dans le massif du Plantaurel et le plateau du Razès. Il s'agit de la ligne de Bram à Belvèze et de la ligne de Pamiers à Limoux. En effet le projet initial, élaboré à l'échelle des deux départements vers 1870 proposait avant tout une liaison Bram – Pamiers avec une antenne Mirepoix – Lavelanet ; mais il fut ensuite repris dans le cadre des conventions Freycinet où les deux lignes apparurent sous les numéros de projet 563 (Limoux – Pamiers) et 564 (Bram – Lavelanet).
La ligne Bram – Lavelanet répondait à des nécessités commerciales en offrant un débouché à la production du pays d'Olmes et de la haute vallée de l'Hers (bois, textile, peignes en corne, chapellerie…).  Alors que la transversale Limoux – Pamiers qui reliait directement les deux lignes des vallées de l'Aude (Quillan – Carcassonne) et de l'Ariège (Foix – Toulouse) était avant tout d'intérêt stratégique en permettant un itinéraire d'évitement de Toulouse.
Mais la réalité de l'exploitation ferroviaire fut tout autre : aucun train direct ne circula entre Limoux et Pamiers. Aussi peut on parler d'une ligne (Bram – Lavelanet) et de deux antennes (Belvèze – Limoux et Moulin Neuf – Pamiers). À noter qu'au niveau du réseau ferré national, la numérotation des lignes est encore différente, il y a trois lignes : la ligne de Bram à Belvèze-du-Razès (675 000), la ligne de Pamiers à Limoux (673 000), la ligne de Moulin-Neuf à Lavelanet (674 000).
Ces lignes furent inscrites en 1933 à la seconde phase du programme d'électrification des lignes Midi du Languedoc, ce projet ne connut pas de suite.
La ligne est déclassée en totalité (PK 96,269 à 123,534) le 24 février 1975. La voie est ensuite déposée.

## Caractéristiques

### Tracé

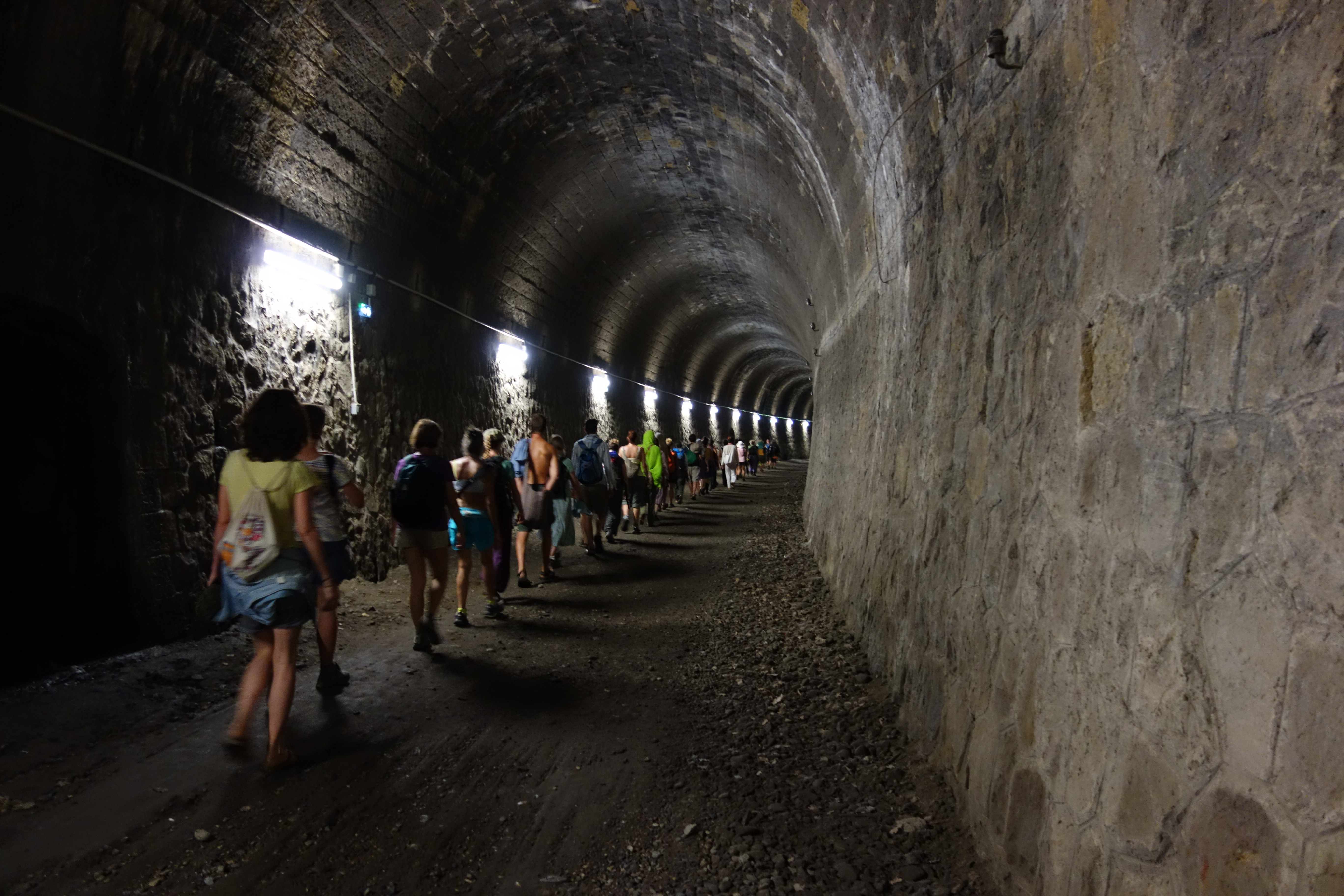

Depuis la gare de Moulin-Neuf la ligne remontait la vallée de l'Hers en suivant un tracé accidenté, ponctué de rampes de 5 à 15 mm/m. Après deux incursions dans le département voisin de l'Aude à Chalabre et Sainte-Colombe-sur-l'Hers, la voie ferrée retrouvait l'Ariège à la gare de Peyrat - La Bastide. Passant dans la vallée parallèle du Touyre, elle rejoignait Laroque d'Olmes et la petite ville de Lavelanet, son terminus au pied des monts du Plantaurel.
La voie se frayait un chemin à travers les collines de la vallée de l'Hers très sinueuse et parfois étroite en amont de Moulin Neuf. Par conséquent, de nombreux ouvrages d'art : sept ponts, mais aussi trois tunnels (Tunnel de Camon, tunnel de Falgas et tunnel de Laparre ou de la Goffie) furent nécessaires, leur construction explique l'ouverture décalée des tronçons Moulin Neuf – Chalabre et Chalabre – Lavelanet.

## Exploitation
L'exploitation de la ligne débuta le 25 août 1902 pour le premier tronçon (Moulin-Neuf - Chalabre), puis le 25 août 1903 pour le tronçon manquant Chalabre - Lavelanet. Le service voyageur fut fermé en 18 avril 1939. Il y eut une réouverture temporaire du service voyageur du 5 mai 1941 au 6 mai 1946, effectivement la pénurie de transports routiers conduisit à ajouter une voiture au train de marchandises subsistant. Le service marchandise fut fermé le 16 décembre 1973 en même temps que la ligne. La voie a été déposée peu de temps après.

### Machines et circulation  des trains
Au tout début, les lignes du Plantaurel et du Razès étaient parcourus par des trains omnibus et mixtes, ces derniers étaient remorqués par des locomotrices types 030, 130, 040 et Engerth 032T. Ces locomotives étaient alors basées dans les dépôts de Carcassonne et Foix.
De nouvelles locomotives des 140 des séries 4000 et 4100 (ces dernières de construction américaine Alco) firent leur apparition pour desservir ces lignes dans les années 1930.
Le secours s’il était nécessaire, aurait été demandé à la gare de Bram, qui aurait adressé une demande rédigée en conséquence à celle de Castelnaudary.
En 1924 six trains (trois dans chaque sens) parcouraient la ligne en reliant Moulin-Neuf à Lavelanet.

### Vitesses limites
En mai 1930 les vitesses limites que les trains ne devaient pas dépasser sont exposées dans le tableau suivant.
| Sections de la ligne               | Vitesse limites (km/h) | Vitesse limites (km/h) | Vitesse limites (km/h) |
| Sections de la ligne               | Trains de voyageurs    | Trains mixtes          | Trains de marchandises |
| ---------------------------------- | ---------------------- | ---------------------- | ---------------------- |
| Moulin-Neuf au PK 96.438           | 85                     | 65 ou 60               | 50                     |
| PK 96.438 au PK 97.127             | 60                     | 60                     | 50                     |
| PK 97.127 à Ste-Colombe-sur-l'Hers | 85                     | 65 ou 60               | 50                     |
| Ste-Colombe-sur-l'Hers à Lavelanet | 85                     | 65 ou 60               | 45                     |

### Horaires de 1924
| 14 BRAM A LAVELANET      | 14 BRAM A LAVELANET       | 14 BRAM A LAVELANET       | 14 BRAM A LAVELANET       | 14 BRAM A LAVELANET         | 14 BRAM A LAVELANET         | 14 BRAM A LAVELANET         | 14 BRAM A LAVELANET         | 14 BRAM A LAVELANET | 14 BRAM A LAVELANET | 14 BRAM A LAVELANET       | 14 BRAM A LAVELANET       | 14 BRAM A LAVELANET       | 14 BRAM A LAVELANET         | 14 BRAM A LAVELANET         | 14 BRAM A LAVELANET       | 14 BRAM A LAVELANET       |
| Dist.                    | STATIONS                  | STATIONS                  | 3921 MIXTE 1re.2e.3e.     | 979 T.L. MIXTE 1re.2e.3e.   | 3923 MIXTE 1re.2e.3e.       | 975 T.L. OMNIBUS 1re.2e.3e. | 3925 T.L OMNIBUS 1re.2e.3e. |                     | Dist.               | STATIONS                  | STATIONS                  | 3920 OMNIBUS 1re.2e.3e.   | 970 T.L OMNIBUS 1re.2e.3e.  | 3922 T.L MIXTE 1re.2e.3e.   | 978 T.L MIXTE 1re.2e.3e.  | 3924 MIXTE 1re.2e.3e.     |
| ------------------------ | ------------------------- | ------------------------- | ------------------------- | --------------------------- | --------------------------- | --------------------------- | --------------------------- | ------------------- | ------------------- | ------------------------- | ------------------------- | ------------------------- | --------------------------- | --------------------------- | ------------------------- | ------------------------- |
| 0                        | Bram                      | dép                       | 7 53                      | 10 03                       | 15 07                       | 16 07                       | 20 08                       |                     | 0                   | Lavelanet                 | dép                       | 5 27                      | Départ Pamiers              | 11 43                       | Départ Mirepoix           | 15 16                     |
| 7                        | Montréal-Aude             | Montréal-Aude             | 8 03                      | 10 13                       | 15 17                       | 16 17                       | 20 18                       |                     | 4                   | Laroque d'Olmes           | Laroque d'Olmes           | 5 33                      | Départ Pamiers              | 11 50                       | Départ Mirepoix           | 15 23                     |
| 12                       | Cailhau                   | Cailhau                   | 8 12                      | 10 22                       | 15 26                       | 16 25                       | 20 26                       |                     | 7                   | Le Peyrat-La Bastide      | Le Peyrat-La Bastide      | 5 41                      | Départ Pamiers              | 11 58                       | Départ Mirepoix           | 15 32                     |
| 16                       | Belvèze-Aude              | arr                       | 8 18                      | 10 28                       | 15 32                       | 16 31                       | 20 32                       |                     | 11                  | Ste-Colombe-sur-l'Hers    | Ste-Colombe-sur-l'Hers    | 5 48                      | Départ Pamiers              | 12 05                       | Départ Mirepoix           | 15 39                     |
| 16                       | Belvèze-Aude              | dép                       | 8 30                      | 10 32                       | 15 37                       | 16 37                       | 20 34                       |                     | 11                  | Ste-Colombe-sur-l'Hers    | Ste-Colombe-sur-l'Hers    | 5 48                      | Départ Pamiers              | 12 05                       | Départ Mirepoix           | 15 39                     |
| 22                       | Bellegarde-Aude           | Bellegarde-Aude           | 8 42                      | 10 44                       | 15 49                       | 16 52                       | 20 43                       |                     | 14                  | Rivel-Montbel             | Rivel-Montbel             | 5 55                      | Départ Pamiers              | 12 12                       | Départ Mirepoix           | 15 46                     |
| 27                       | Lignairolles-Aude (halte) | Lignairolles-Aude (halte) | 8 53                      | 10 55                       | 16 00                       | 17 00                       | 20 51                       |                     | 18                  | Chalabre                  | Chalabre                  | 6 05                      | Départ Pamiers              | 12 21                       | Départ Mirepoix           | 15 55                     |
| 31                       | Moulin-Neuf               | arr                       | 9 00                      | 11 02                       | 16 07                       | 17 06                       | 20 57                       |                     | 24                  | Camon                     | Camon                     | 6 14                      | Départ Pamiers              | 12 30                       | Départ Mirepoix           | 16 04                     |
| 31                       | Moulin-Neuf               | dép                       | 9 08                      | 11 11                       | 16 23                       | 17 30                       | 21 10                       |                     | 28                  | Lagarde                   | Lagarde                   | 6 21                      | Départ Pamiers              | 12 37                       | Départ Mirepoix           | 16 11                     |
| 35                       | Lagarde                   | Lagarde                   | 9 16                      | Vers Mirepoix               | 16 31                       | Vers Pamiers                | 21 18                       |                     | 32                  | Moulin-Neuf               | arr                       | 6 28                      | 7 51                        | 12 44                       | 15 48                     | 16 18                     |
| 39                       | Camon                     | Camon                     | 9 23                      | Vers Mirepoix               | 16 38                       | Vers Pamiers                | 21 25                       |                     | 32                  | Moulin-Neuf               | dép                       | 6 31                      | 8 00                        | 12 54                       | 16 10                     | 16 35                     |
| 45                       | Chalabre                  | Chalabre                  | 9 35                      | Vers Mirepoix               | 16 50                       | Vers Pamiers                | 21 37                       |                     | 36                  | Lignairolles-Aude (halte) | Lignairolles-Aude (halte) | 6 38                      | 8 07                        | 13 01                       | 16 17                     | 16 42                     |
| 49                       | Rivel-Montbel             | Rivel-Montbel             | 9 42                      | Vers Mirepoix               | 16 57                       | Vers Pamiers                | 21 44                       |                     | 41                  | Bellegarde-Aude           | Bellegarde-Aude           | 6 46                      | 8 15                        | 13 10                       | 16 27                     | 16 51                     |
| 52                       | Ste-Colombe-sur-l'Hers    | Ste-Colombe-sur-l'Hers    | 9 49                      | Vers Mirepoix               | 17 04                       | Vers Pamiers                | 21 51                       |                     | 47                  | Belvèze-Aude              | arr                       | 6 53                      | 8 23                        | 13 18                       | 16 36                     | 16 59                     |
| 52                       | Ste-Colombe-sur-l'Hers    | Ste-Colombe-sur-l'Hers    | 9 49                      | Vers Mirepoix               | 17 04                       | Vers Pamiers                | 21 51                       | dép                 | 47                  | Belvèze-Aude              | 6 55                      | 8 34                      | 13 24                       | 16 41                       | 17 04                     |                           |
| 56                       | Le Peyrat-La Bastide      | Le Peyrat-La Bastide      | 9 56                      | Vers Mirepoix               | 17 13                       | Vers Pamiers                | 21 59                       |                     | 51                  | Cailhau                   | Cailhau                   | 7 01                      | 8 40                        | 13 30                       | 16 50                     | 17 10                     |
| 59                       | Laroque d'Olmes           | Laroque d'Olmes           | 10 03                     | Vers Mirepoix               | 17 20                       | Vers Pamiers                | 22 05                       |                     | 56                  | Montréal-Aude             | Montréal-Aude             | 7 09                      | 8 48                        | 13 39                       | 16 59                     | 17 19                     |
| 63                       | Lavelanet                 | arr                       | 10 10                     | Vers Mirepoix               | 17 27                       | Vers Pamiers                | 22 10                       |                     | 63                  | Bram                      | arr                       | 7 17                      | 8 57                        | 13 48                       | 17 09                     | 17 28                     |
|                          |                           |                           |                           |                             |                             |                             |                             |                     |                     |                           |                           |                           |                             |                             |                           |                           |
| 15 BELVEZE-AUDE A LIMOUX |                           |                           |                           |                             |                             |                             |                             |                     |                     |                           |                           |                           |                             |                             |                           |                           |
| Dist.                    | STATIONS                  | STATIONS                  | STATIONS                  | 3941 T.L. MIXTE 1re.2e.3e.  | 3941 T.L. MIXTE 1re.2e.3e.  | 3943 T.L. MIXTE 1re.2e.3e.  | 3945 T.L. MIXTE 1re.2e.3e.  |                     | Dist.               | STATIONS                  | STATIONS                  | STATIONS                  | 3940 T.L. MIXTE 1re.2e.3e.  | 3942 T.L OMNIBUS 1re.2e.3e. | 3944 T.L MIXTE 1re.2e.3e. | 3944 T.L MIXTE 1re.2e.3e. |
| 0                        | Belvèze-Aude              | Belvèze-Aude              | dép                       | 8 40                        | 8 40                        | 17 26                       | 20 40                       |                     | 0                   | Limoux                    | Limoux                    | dép                       | 7 36                        | 15 55                       | 19 35                     | 19 35                     |
| 6                        | Routier-Brugairolles      | Routier-Brugairolles      | Routier-Brugairolles      | 9 02                        | 9 02                        | 17 48                       | 20 51                       |                     | 6                   | St-Martin-de-Villeréglan  | St-Martin-de-Villeréglan  | St-Martin-de-Villeréglan  | 7 52                        | 16 04                       | 19 45                     | 19 45                     |
| 9                        | Malviès-Lauraguel (halte) | Malviès-Lauraguel (halte) | Malviès-Lauraguel (halte) | 9 09                        | 9 09                        | 17 55                       | 20 58                       |                     | 8                   | Malviès-Lauraguel (halte) | Malviès-Lauraguel (halte) | Malviès-Lauraguel (halte) | 7 58                        | 16 09                       | 19 51                     | 19 51                     |
| 11                       | St-Martin-de-Villeréglan  | St-Martin-de-Villeréglan  | St-Martin-de-Villeréglan  | 9 21                        | 9 21                        | 18 07                       | 21 04                       |                     | 11                  | Routier-Brugairolles      | Routier-Brugairolles      | Routier-Brugairolles      | 8 15                        | 16 14                       | 19 57                     | 19 57                     |
| 17                       | Limoux                    | Limoux                    | arr                       | 9 33                        | 9 33                        | 18 19                       | 21 16                       |                     | 17                  | Belvèze-Aude              | Belvèze-Aude              | arr                       | 8 24                        | 16 22                       | 20 06                     | 20 06                     |
|                          |                           |                           |                           |                             |                             |                             |                             |                     |                     |                           |                           |                           |                             |                             |                           |                           |
| 16 MOULIN-NEUF A PAMIERS |                           |                           |                           |                             |                             |                             |                             |                     |                     |                           |                           |                           |                             |                             |                           |                           |
| Dist.                    | STATIONS                  | STATIONS                  | STATIONS                  | 971 T.L. OMNIBUS 1re.2e.3e. | 973 T.L. OMNIBUS 1re.2e.3e. | 979 T.L. MIXTE 1re.2e.3e.   | 975 MIXTE 1re.2e.3e.        |                     | Dist.               | STATIONS                  | STATIONS                  | STATIONS                  | 970 T.L. OMNIBUS 1re.2e.3e. | 978 T.L MIXTE 1re.2e.3e.    | 974 MIXTE 1re.2e.3e.      | 976 T.L. MIXTE 1re.2e.3e. |
| 0                        | Moulin-Neuf               | Moulin-Neuf               | dép                       | 5 36                        | 9 10                        | 11 11                       | 17 30                       |                     | 0                   | Pamiers                   | Pamiers                   | dép                       | 6 55                        | Départ Mirepoix             | 14 50                     | 20 10                     |
| 7                        | Mirepoix                  | Mirepoix                  | Mirepoix                  | 5 50                        | 9 23                        | 11 21                       | 17 55                       |                     | 8                   | Le Carlaret               | Le Carlaret               | Le Carlaret               | 7 05                        | Départ Mirepoix             | 15 04                     | 20 20                     |
| 12                       | Coutens (halte)           | Coutens (halte)           | Coutens (halte)           | nd                          | 9 30                        | Terminus Mirepoix           | 18 03                       |                     | 11                  | St-Amadou (halte)         | St-Amadou (halte)         | St-Amadou (halte)         | 7 12                        | Départ Mirepoix             | 15 11                     | 20 26                     |
| 16                       | Rieucros                  | Rieucros                  | Rieucros                  | 6 01                        | 9 37                        | Terminus Mirepoix           | 18 15                       |                     | 14                  | Les Pujols-Ariège         | Les Pujols-Ariège         | Les Pujols-Ariège         | 7 17                        | Départ Mirepoix             | 15 20                     | 20 3                      |
| 19                       | Les Pujols-Ariège         | Les Pujols-Ariège         | Les Pujols-Ariège         | 6 08                        | 9 44                        | Terminus Mirepoix           | 18 29                       |                     | 17                  | Rieucros                  | Rieucros                  | Rieucros                  | 7 24                        | Départ Mirepoix             | 15 32                     | 20 38                     |
| 22                       | St-Amadou (halte)         | St-Amadou (halte)         | St-Amadou (halte)         | 6 13                        | 9 49                        | Terminus Mirepoix           | 18 35                       |                     | 21                  | Coutens (halte)           | Coutens (halte)           | Coutens (halte)           | 7 31                        | Départ Mirepoix             | 15 40                     | 20 45                     |
| 25                       | Le Carlaret               | Le Carlaret               | Le Carlaret               | 6 19                        | 9 55                        | Terminus Mirepoix           | 18 49                       |                     | 26                  | Mirepoix                  | Mirepoix                  | Mirepoix                  | 7 42                        | 15 38                       | 15 59                     | 20 52                     |
| 33                       | Pamiers                   | Pamiers                   | arr                       | 6 29                        | 10 05                       | Terminus Mirepoix           | 19 00                       |                     | 33                  | Moulin-Neuf               | Moulin-Neuf               | arr                       | 7 51                        | 15 48                       | 16 13                     | 21 00                     |

nd = non desservi

## Après le ferroviaire

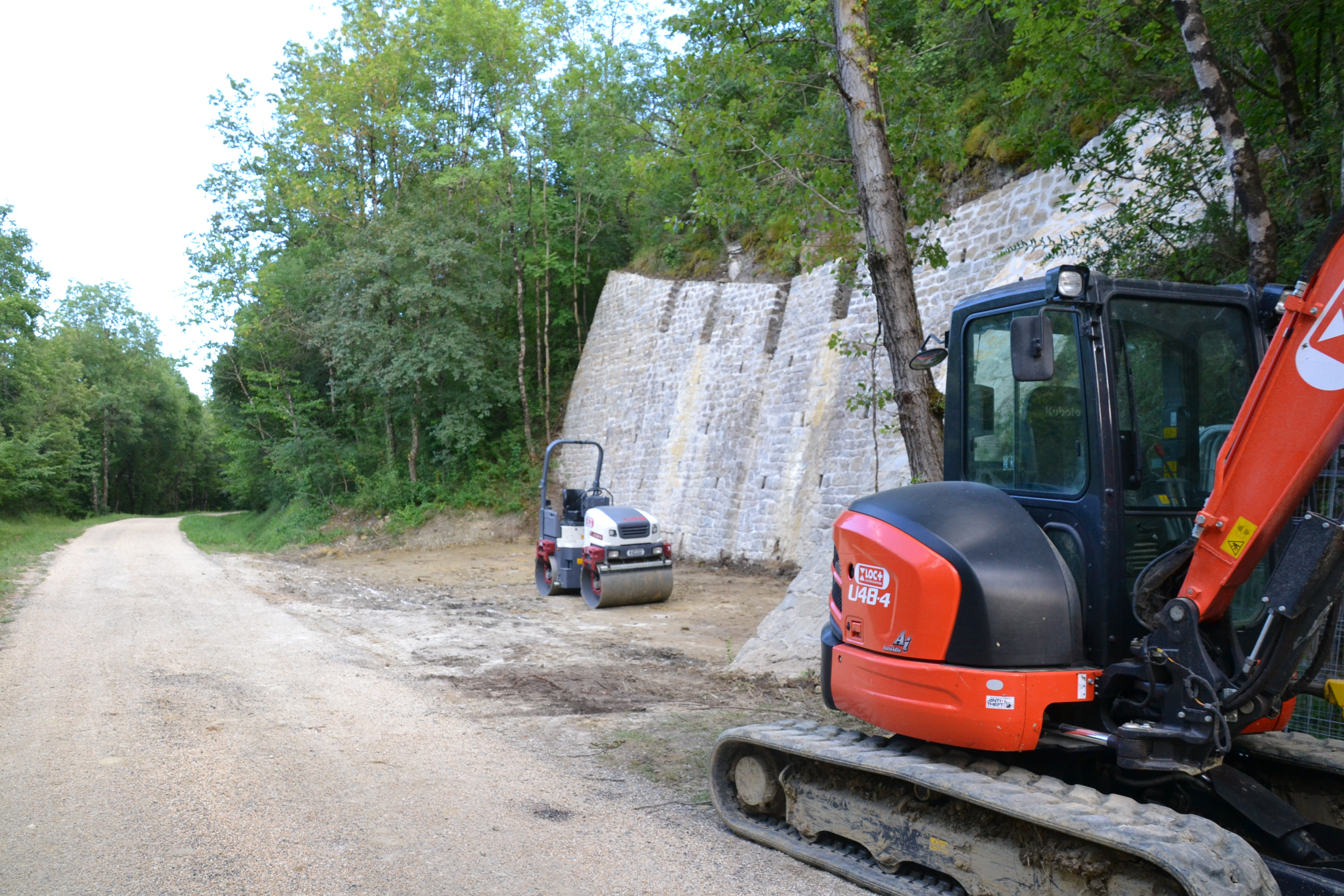
Travaux d'aménagement sur la voie verte près de Sonnac-sur-l'Hers, en 2020.

La plateforme est réaffectée en piste cyclable, de Moulin-Neuf à Lavelanet.